# Hanne Eriksen
Hanne Eriksen, född den 20 september 1960 i Köpenhamn i Danmark, är en dansk roddare.
Hon tog OS-brons i scullerfyra i samband med de olympiska roddtävlingarna 1984 i Los Angeles.